# Coppa Italia Dilettanti (Fase Promozione) 1982-1983
La fase Promozione della Coppa Italia Dilettanti 1982-1983 è un trofeo di calcio cui partecipano le squadre militanti nella Promozione 1982-1983. Questa è la 2ª edizione. Le 5 squadre superstiti si qualificano per i quarti di finale della Coppa Italia Dilettanti 1982-1983 assieme alle 3 della fase Interregionale.

## Primo e secondo turno

### Friuli-Venezia Giulia
| Squadra 1      | Totale        | Squadra 2          | Andata     | Ritorno    |
| -------------- | ------------- | ------------------ | ---------- | ---------- |
| PRIMO TURNO    | PRIMO TURNO   | PRIMO TURNO        | 05.09.1982 | 12.09.1982 |
| Fontanafredda  | 1 – 1 (gfc)   | Cordenonese        | 1 – 1      | 0 – 0      |
| Azzanese       | 9 – 3         | Centro del Mobile  | 3 – 1      | 6 – 2      |
| SPAL Cordovado | 2 – 1         | Orcenico Sanvitese | 0 – 1      | 2 – 0      |
| Pro Tolmezzo   | 2 – 2 (gfc)   | Tarcentina         | 0 – 0      | 2 – 2      |
| Valnatisone    | 6 – 4         | Pasianese          | 2 – 1      | 4 – 3      |
| Pro Cervignano | 3 – 2         | Isonzo Turriaco    | 1 – 0      | 2 – 2      |
| Cormonese      | 2 – 4         | Lucinico           | 2 – 1      | 0 – 3      |
| Ponziana       | 4 – 1         | Edile Adriatica    | 3 – 0      | 1 – 1      |
| SECONDO TURNO  | SECONDO TURNO | SECONDO TURNO      | 30.09.1982 | 14.10.1982 |
| SPAL Cordovado | 3 – 2         | Azzanese           | 2 – 2      | 1 – 0      |
| Pro Tolmezzo   | 2 – 2 (gfc)   | Valnatisone        | 1 – 0      | 1 – 2      |
| Cordenonese    | 2 – 2 (gfc)   | Pro Cervignano     | 2 – 1      | 0 – 1      |
| Lucinico       | 4 – 2         | Ponziana           | 2 – 1      | 2 – 1      |

### Basilicata e Puglia
| Squadra 1        | Totale        | Squadra 2     | Andata     | Ritorno    |
| ---------------- | ------------- | ------------- | ---------- | ---------- |
| PRIMO TURNO      | PRIMO TURNO   | PRIMO TURNO   | 05.09.1982 | 12.09.1982 |
| Libertas Invicta | ? – ? (gfc)   | AS Genzano    | x – x      | 1 – 2      |
| Moliterno        | ? – ?         | Policoro      | x – x      | ? – ?      |
| SECONDO TURNO    | SECONDO TURNO | SECONDO TURNO | 30.09.1982 | 14.10.1982 |
| Moliterno        | 2 – 4         | Altamura      | 1 – 0      | 1 – 4      |
| Ostuni           | 4 – 3         | Castellana    | 2 – 0      | 2 – 3      |
| Gallipoli        | ? – ?         | Carovigno     | 3 – 1      | n – d      |
| Vasto            | ? – ?         | Corato        | 0 – 0      | ? – ?      |
| Cassano          | 4 – 1         | Rutigliano    | 4 – 1      | 0 – 0      |

## Terzo turno
| Squadra 1             | Totale      | Squadra 2            | Andata     | Ritorno    |
| --------------------- | ----------- | -------------------- | ---------- | ---------- |
| TERZO TURNO           | TERZO TURNO | TERZO TURNO          | 04.11.1982 | 18.11.1982 |
| (FVG) SPAL Cordovado  | 0 – 1       | Intim Helen (LOM)    | 0 – 0      | 0 – 1      |
| (VEN) Fiesso d'Artico | 2 – 1       | Pro Tolmezzo (FVG)   | 0 – 0      | 2 – 1      |
| (FVG) Pro Cervignano  | 2 – 2 (gfc) | Alpilatte Zanè (VEN) | 0 – 0      | 2 – 2      |
| (FVG) Lucinico        | 2 – 2 (gfc) | Vazzolese (VEN)      | 2 – 2      | 0 – 0      |

## Quarto turno
| Squadra 1      | Totale       | Squadra 2            | Andata     | Ritorno    |
| -------------- | ------------ | -------------------- | ---------- | ---------- |
| QUARTO TURNO   | QUARTO TURNO | QUARTO TURNO         | 08.12.1982 | 22.12.1982 |
| (VEN) Montello | 1 – 3        | Pro Cervignano (FVG) | 1 – 1      | 0 – 2      |

## Quinto turno
| Squadra 1            | Totale       | Squadra 2         | Andata     | Ritorno    |
| -------------------- | ------------ | ----------------- | ---------- | ---------- |
| QUINTO TURNO         | QUINTO TURNO | QUINTO TURNO      | 09.01.1983 | 21.01.1983 |
| (FVG) Pro Cervignano | 1 – 2        | Intim Helen (LOM) | 0 – 0      | 1 – 2      |

## Verdetti
Medese, Pro Cisterna, Verdello, più altre due squadre accedono ai quarti di finale della Coppa Italia Dilettanti 1982-1983.